# Барселонский дом
Барселонский дом или Барселонская династия (исп. Casa de Barcelona, кат. Casal de Barcelona) — знатный каталонский род вестготского происхождения. С 1162 года также известен как Арагонский дом.

## Происхождение
Согласно средневековым генеалогиям, Барселонский дом считался младшей ветвью дома Беллонидов, старшая ветвь которого правила в графствах Каркассон и Родез. Родоначальником этого дома считается граф Каркассона Белло (Беллон) (ум. 812). Его младшим сыном показывается граф Сунифред I, родоначальник Барселонского дома. Однако в настоящее время некоторые исследователи сомневаются в существовании графа Белло, а также что его сыном был Сунифред. Так испанский историк Альберто Монтанер Фрутос указывает, что в средневековой историографии имя Белло отсутствует, а род графов Барселоны начинается с Сунифреда I. Другие историки допускают существование Белло, но считают, что Сунифред был не сыном, а зятем Белло, мужем его дочери Эрмизенды. Вероятным отцом Сунифреда называется Боррель (ум. 812/820). Точное происхождение Борреля неизвестно, но вероятно он был вестготом, участвовавшим вместе с франками в завоевании современной Каталонии. Около 797 года он был назначен императором Карлом Великим графом Осоны, Урхеля и Сердани.

## Графы Барселоны
Основу могущества дома заложил Вифред I Волосатый (ум. 897), сын Сунифреда, объединивший в своих руках большинство каталонских графств и сделавший свои земли наследственным владением. От его сыновей пошли несколько ветвей рода. Старшая, Барселонская ветвь, пошла от его третьего сына, Суньера I. В руках её представителей оказались графства Барселона, Осона и Жирона. Однако постепенно графы Барселоны присоединили владения и других ветвей после их пресечения. Кроме того, начиная с Рамона Беренгера I Старого они стали приобретать владения по другую сторону Пиренеев, в Окситании. Также владения расширялись в ходе Реконкисты за счёт завоевания владений мусульманских правителей Испании. В итоге в руках внука Рамона Беренгера I, Рамона Беренгера III Великого (1082—1131) оказалась большая часть Каталонии. Кроме того он имел обширные владения в Южной Франции, включая графство Прованс. Перед смертью он разделил владения на 2 части. Каталония осталась в руках старшего сына, Рамона Беренгера IV, который, благодаря браку с наследницей арагонского престола обеспечил для своих потомков королевскую корону.

## Арагонская династия
Начиная со старшего сына Рамона Беренгера IV, Альфонсо II, короля Арагона с 1164 года, дом получил название Арагонского дома или Арагонской династии. В правление представителей этой ветви владения дома существенно расширились — в первую очередь за счёт завоевания мусульманских владений в ходе Реконкисты. Значительно расширил территорию королевства Хайме I Завоеватель (1208—1276), завоевавший Балеарские острова и Валенсию. Однако большая часть владений в Окситании оказалась потеряна после гибели в 1213 году короля Педро II, представители дома сохранили только сеньорию Монпелье и ряд виконтств. Однако короли Арагона смогли присоединить к своим владениям остававшиеся до этого независимыми каталонские графства — Руссильон (в 1172 году), Верхний Пальярс (в 1192 году), Ампурьяс (в 1322 году), Уржель (в 1327 году). Единственным каталонским графством, в котором не правили представители Арагонского дома, остался Верхний Пальярс. Ещё одним приобретением королей Арагона стала Сицилия, завоёванная Педро III в 1282 году после восстания сицилийцев, которое известно под названием Сицилийская вечерня.
Ряд подчинённых владений короли Арагона выделяли своим сыновьям, становившимся родоначальниками отдельных линий дома. Сын короля Хайме I Завоевателя, Хайме II стал родоначальником Майоркской ветви, которая управляло королевством Майорка, в состав которого вошли Балеарские острова, Руссильон, Серданья и владения в Окситании. Один из сыновей короля Педро III, Федериго II получил Сицилийское королевство, став родоначальником Сицилийской ветви. Также существовали ещё ряд ветвей, управлявших различными графствами.
Основная ветвь Арагонского дома угасла в 1410 году после смерти короля Мартина I.

## Младшие ветви дома

### Урхельская ветвь
Существовало 2 урхельские ветви. Родоначальником старшей ветви, известной также под названием Первой Урхельской династии, стал Эрменгол I Кордовец (973/977 — 1010), младший сын графа Барселоны Борреля II, получивший после смерти отца в 992/993 году графство Урхель. Ветвь угасла в 1208 году после смерти графа Эрменгола VIII, оставившего только умершую бездетной в 1231 году дочь Эрубу.
Родоначальником младшей ветви, известной также как Третья Урхельская династия, стал Хайме I (1321—1347), второй сын короля Арагона Альфонсо IV, получившего в 1328 году графство Урхель. Внук Хайме I, Хайме II Несчастный, в 1413 году был лишён владений за восстание против короля Арагона Фернандо I. Он умер в заключении в 1433 году и с ним угасла ветвь, поскольку его единственный сын, Фелипе, умер раньше отца. Кроме того у него было 4 дочери.

### Серданьская ветвь
Родоначальником её был один из сыновей графа Вифреда I Волосатого — Миро II Младший (ум. 927), получивший при разделе отцовских владений в 897 году графства Сердань и Конфлан. В 920 году он получил ещё и графство Бесалу. Владения перераспределялись между представителями рода, пока в 988 году род окончательно не разделился на 2 линии, потомков двух сыновей графа Олибы Кабреты (ум. 990). Старший сын, Бернардо (Бернат) I Тальяферро (ум. 1020), получивший графства Бесалу и Риполь, стал родоначальником линии Бесалу, угасшей после смерти в 1113 году графа Бернара III. От второго же сына Олибы Кабреты, Вифреда II (ум. 1050), получившего Сердань, Конфлан и Бергу, пошла Серданьская линия, угасшая после смерти около 1117 года графа Бернара I. Все владения ветви в итоге перешли к графам Барселоны.

### Прованская ветвь
Существовало две прованских ветви. Родоначальником старшей был Беренгер Раймунд I, второй сын графа Барселоны Рамона Беренгера III, получивший после смерти отца графство Прованс и окситанские владения. Ветвь угасла после смерти в 1166 году сына родоначальника, Раймунда Беренгера III (II), оставившего только рано умершую малолетнюю дочь Дульсу.
Владения были унаследованы королём Арагона Альфонсо II, один из сыновей которого, Альфонс II Беренгер (1180—1209), стал родоначальником младшей линии, получив после смерти отца в 1196 году Прованс. Его единственный сын Раймунд Беренгер V (IV) (1198—1245) оставил только четырёх дочерей, которые вышли замуж за четырёх королей: Маргарита (1221—1295) — за короля Франции Людовика IX Святого, Элеонора (ок. 1223—1291) — за короля Англии Генриха III, Санча (1225—1261) — за Ричарда Корнуэльского, брата Генриха III Английского, избранного в 1257 году королём Германии, а младшая, Беатриса (1234—1267), в итоге унаследовавшая отцовские владения, была выдана замуж за Карла I Анжуйского, ставшего королём Сицилийского королевства.

### Руссильонская ветвь
Родоначальником её стал один из сыновей графа Рамона Беренгера IV — Санчо (ок. 1161—1226), граф Сердани с 1168, граф Прованса 1181—1185, граф Руссильона с 1185. Ветвь угасла в 1242 году после смерти сына родоначальника, графа Нуньо Санчеса, после чего Руссильон и Сердань вновь вернулись в состав Арагона.

### Сицилийская ветвь
Родоначальником был младший сын короля Арагона Педро III, Федериго II (1272—1337), который 12 декабря 1295 года был коронован как король Сицилии. Однако только 31 августа 1302 года был заключён Кальтабеллотский договор, по которому Карл II Анжуйский, король Неаполя, признал Федерико, но только до его смерти. При этом папа Бонифаций VIII настоял на том, чтобы титул Федерико звучал как «король Тринакрии». Однако пункт о возврате Сицилии Анжуйскому дому так и не был выполнен. В 1314 году Федериго назначил своего сына Педро наследником Сицилии, а в 1328 году сделал его своим соправителем. После смерти Федериго королевская власть в Сицилии ослабла, ряд районов острова контролировался почти независимыми от центральной власти баронами, чем пытались воспользоваться короли Неаполя. Они не раз предпринимали попытки вернуть себе Сицилию, но успеха так и не добились. Наконец в 1372 году в Аверсе был заключён мирный договор, по которому Сицилия безоговорочно закреплялась за потомками Федериго, однако устанавливался сюзеренитет королей Неаполя над королями Тринакрии, однако из-за последовавших затем смут в Неаполитанском королевстве подчинение так и осталось формальным.
После смерти в 1377 году Федериго III, сына Педро II, ветвь угасла по мужской линии. Единственной наследницей осталась дочь Федериго III, Мария (1363—1401), после смерти которой Сицилия перешла к старшей линии Арагонского дома.
Также с 1311 года представители этой ветви носили титул «герцог Афинский и Неопатранский».

### Мальоркская ветвь
Родоначальником ветви стал второй сын короля Арагона Хайме I Завоевателя, Хайме II, под управление которого после смерти отца досталось вассальное Арагону королевство Майорка. Кроме Балеарских островов в него входили каталонские графства Руссильон и Серданья, а также владения в Окситании — сеньория Монпелье, виконтство Карла в Оверни и баронство Омела около Монпелье. Наследство Хайме II было небольшим и слабым, но существенным, поскольку королевство располагалось в средиземноморском стратегическом анклаве между двумя большими королевствами — Францией и Арагоном, которые постоянно воевали. Хайме II и его наследникам приходилось бороться с королями Арагона, пытавшихся вернуть Майорку под свой непосредственный контроль.
В мае 1343 года король Арагона Педро IV вторгся на Балеарские острова и завоевал их, разбив армию короля Майорки Хайме III, внука Хайме II, около Санты-Понсы. В 1344 году Педро захватил Руссильон и Серданью, присоединив большую часть королевства к Арагону. В итоге руках Хайме остались только французские владения. Но в 1349 году он продал их королю Франции Филиппу VI, чтобы набрать армию, с которой он вторгся на Майорку. 25 октября 1349 года в битве при Льюкмажоре Хайме был разбит и погиб, а его малолетние дети, Хайме IV (1337—1375) и Изабелла (1337—1403), были увезены в плен в Барселону. Хайме IV носил титул короля Майорки, однако никакой возможности вернуть королевство у него не было. Он сумел завоевать часть Ахейского княжества, права на которую унаследовал через свою бабушку, Изабеллу де Сабран. Он умер бездетным в 1375 году. Его сестра, Изабелла, вышла замуж за маркиза Джованни II Монферратского, передав Монферратскому дому права на Майоркское королевство.

## Титулы представителей дома
- Граф Урхеля (870—992)
- Граф Барселоны (878—1410)
- Граф Жероны (878—1410)
- Граф Осоны (1111—1410)
- Граф Бесалу (1111—1410), унаследовано от другой ветви рода
- Граф Прованса (1112—1245)
- Граф Берги (1118—1410)
- Граф Сердани (1118—1410), унаследовано от другой ветви рода
- Граф Конфлана (1118—1410)
- Принц Арагона (1137—1162)
- Король Арагона (1162—1410)
- Граф Руссильона (1172—1410)
- Граф Нижнего Пальярса (1192—1410)
- Король Валенсии (1238—1410)
- Король Майорки (1276—1410)
- Король Сицилии (1282—1410)
- Король Сардинии и Корсики (1297—1410)
- Герцог Афинский (1312—1388)
- Граф Урхеля (1314—1413)
- Герцог Неопатрии (1319—1390)